# Rage Against the Machine (demo)
Rage Against the Machine – demo, metalowego zespołu Rage Against the Machine, wydane w grudniu 1991 roku przez wytwórnię Atlantic Records. Album sprzedał się z nakładem 5000 kopii, w cenie 5 dolarów.

## Lista utworów[1]
1. "Bombtrack" – 4:14
2. "Take the Power Back" – 5:52
3. "Bullet in the Head" – 5:17
4. "Darkness of Greed" – 3:45
5. "Clear the Lane" – 3:54
6. "Township Rebellion" – 4:28
7. "Know Your Enemy" – 4:22
8. "Mindset's a Threat" – 4:03
9. "Killing in the Name" – 6:38
10. "The Narrows" – 4:39
11. "Autologic" – 4:07
12. "Freedom" – 5:44

Nieoficjalnie, również w obieg wyszło EP w formacie 7", na których znalazły się następujące single:
1. (A) "Mindset's a Threat" - 3:59
2. (B1) "Darkness of Greed" - 3:42
3. (B2) "Clear the Lane" - 3:50

## Twórcy
- Zack de la Rocha – wokal
- Tom Morello – gitara
- Tim Commerford – bas (jako Timmy C.)
- Brad Wilk – perkusja
- Auburn Burell – technik dźwięku